# Gmina Waganiec
Die Gmina Waganiec ist eine Landgemeinde im Powiat Aleksandrowski der Woiwodschaft Kujawien-Pommern in Polen. Ihr Sitz ist das gleichnamige Dorf.

## Gliederung
Zur Landgemeinde (gmina wiejska) Waganiec gehören folgende 23 Dörfer mit einem Schulzenamt (solectwo):
- Bertowo
- Brudnowo
- Józefowo
- Kaźmierzyn
- Kolonia Święte
- Konstantynowo
- Michalin
- Niszczewy (1943–1945 Nissen)[2]
- Nowy Zbrachlin
- Plebanka
- Przypust
- Sierzchowo
- Siutkowo
- Stary Zbrachlin
- Szpitalka
- Śliwkowo
- Waganiec (1943–1945 Wagnitz)[2]
- Waganiec SHRO
- Wiktoryn
- Włoszyca
- Wójtówka
- Wólne (1943–1945 Wulne)[2]
- Zbrachlin

Weitere Ortschaften der Gemeinde ohne Schulzenamt sind:
- Ariany
- Byzie
- Ciupkowo
- Janowo (1943–1945 Jähnewitz)[2]
- Lewin
- Michalinek
- Przypust Dolny
- Przypust Górny
- Stannowo
- Wólne Dolne
- Wólne Górne
- Zakrzewo
- Zosin

## Verkehr
Der Bahnhof Nieszawa Waganiec liegt an der Bahnstrecke Kutno–Piła, am daneben gelegenen Bahnhof Nieszawa Wąskotorowy begann einst die Schmalspurbahn Nieszawa–Dobre Aleksandrowskie.